# Sołońce

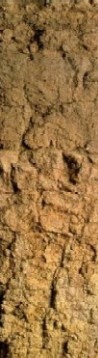
Przykładowy profil gleby słonej

Sołońce – alkaliczne, sodowe i słono-sodowe gleby, zwykle półpustynne i stepowe. Cechują się wysokim stężeniem jonów Na+ i małą zawartością soli rozpuszczalnych. Występują na całym świecie wzdłuż wybrzeży i na równinnych terenach o wysokich temperaturach podczas lata i niskich opadach. Sołońce są praktycznie nieprzydatne w rolnictwie, uprawiane tylko w niewielkim stopniu – głównie jako wyspy na areale lepszych gleb. W sytuacjach skrajnych są wolne od pokrywy roślinnej, poza tym porośnięte są roślinnością halofilną.

## Właściwości chemiczne
Cechą charakterystyczną sołońców jest obecność jonów Na+ (zamiennie także Mg2+) powyżej 2-3%, która może dochodzić nawet do 25%. Przyjmuje się też, że za sołońce uznaje się gleby o zawartości jonów sodu wysycających kompleks sorpcyjny w ponad 15%.
Obecność soli powoduje, że sołońce mają zasadowy odczyn (pH większe niż 8,5 dochodzące do 10).
Z kolei normy FAO definiują sołońce jako gleby słone o przewadze jonów sodu o pH większym niż 8,5 oraz zawierające węglan sodu (Na2CO3). W porównaniu do sołonczaków sołońce zawierają zwykle mniej soli rozpuszczalnych.

## Morfologia i właściwości fizyczne
Sołońce charakteryzują się bardzo dużą lepkością w stanie mokrym i zwięzłością (zbitością) w stanie suchym. Cechują się także silnie rozdrobnioną warstwą koloidalną i słabą przepuszczalnością wody, co powoduje, że należą do najtrudniejszych gleb do melioracji (zarówno jeśli chodzi o doprowadzenie, jak i odprowadzenie wody). Ich cechą charakterystyczną jest wytrącanie się na powierzchni warstewek czarnego osadu (czarne ziemie alkaiczne/black alkali).
Sołońce nie mają ustalonego profilu glebowego, gdyż ich cechą charakterystyczną nie jest budowa (jak w przypadku np. bielic, rędzin, czarnoziemów), ale zawartość soli. Z tego względu bez badania składu pierwiastków (szczególnie sodu) praktycznie nie da się ich wyróżnić.
Najbardziej rozpowszechnionym profilem glebowym sołońców jest A-/AE/-Bna-Cnasa, jednakże mogą mieć profil typowy dla innych gleb.
Zapis ten oznacza (od powierzchni):
- A – poziom próchniczny
- AE – poziom próchniczny wraz z poziomem wymywania[8]
- B – poziom wzbogacania
- C – poziom skały macierzystej
- na – poziom wzbogacony w sód wymienny
- sa – akumulacja soli rozpuszczalnych łatwiej niż gips
- gg – oglejenie od wód gruntowych, z silną redukcją.

## Klasyfikacja
W polskiej systematyce sołońce mają rangę typu zaliczanego do działu gleb słonych, rzędu gleb słono-sodowych. Dzielone są na dwa podtypy:
- sołońce typowe (profil: A-/AE/-Bna-Cnasa) – gleby sodowe o zawartości soli rozpuszczalnych w profilu do głębokości 1 m mniejszej niż 0,2%. Przy dużym stężeniu sodu cechują się brakiem zasolenia[3],
- sołońce sołonczakowe (profil: A-/na/-Bna-Csanagg) – gleby słono-sodowe o zawartości soli rozpuszczalnych od 0,2 do 2,0%. Po wypłukaniu soli rozpuszczalnych przeklasyfikowywane są na sołońce typowe[3].

## Występowanie
Sołońce występują we wszystkich strefach klimatycznych oprócz arktycznej i subarktycznej. Zajmują ok. 1% powierzchni lądów na Ziemi, tj. ok. 135 milionów hektarów. Występują na rozległych obszarach północno-wschodniej Argentyny i w Chile, w południowej Europie (na Ukrainie, Węgrzech, w Rosji, Rumunii i Bułgarii), w Azji (Kazachstan i Chiny), w Republice Południowej Afryki, Australii oraz w Stanach Zjednoczonych i w Kanadzie. Wykształcają się w rejonie wybrzeży, gdzie gleby zasalane są wodami morskimi, największe powierzchnie zajmują jednak na równinnych terenach w klimacie umiarkowanym i subtropikalnym z gorącym i suchym latem, na obszarach, gdzie roczne opady nie przekraczają 400–500 mm. Sołońce występują najczęściej wśród sołonczaków, jednakże w obszarze nad Morzem Kaspijskim oraz w centralnej Kanadzie mogą występować wśród kasztanoziemów i czarnoziemów. W strefie stepów występują wraz z histosolami, a w Sudanie wraz z wertisolami.
Tworzą się najczęściej w nieckach, zasilanych wodami zasolonymi i cechującymi się silną ewaporacją, często stanowiąc wyspy wśród gleb mniej słonych. Obecność sołońców może, chociaż nie musi świadczyć o wyschnięciu jeziora (słonego lub gorzkiego), co z kolei może sugerować, że klimat w danym miejscu w przeszłości był suchy i gorący. Mozaika sołońców, sołonczaków oraz gleb kasztanowych i sołońcowych może występować na brzegach i wyspach lagun, takich jak Siwasz. Oprócz naturalnych solnisk w zasięgu wód morskich lub wypływu podziemnych wód słonych, tego typu gleby mogą mieć charakter antropogeniczny, tworząc się w miejscach stałego dopływu słonych wód kopalnianych lub przemysłowych.

## Roślinność naturalna

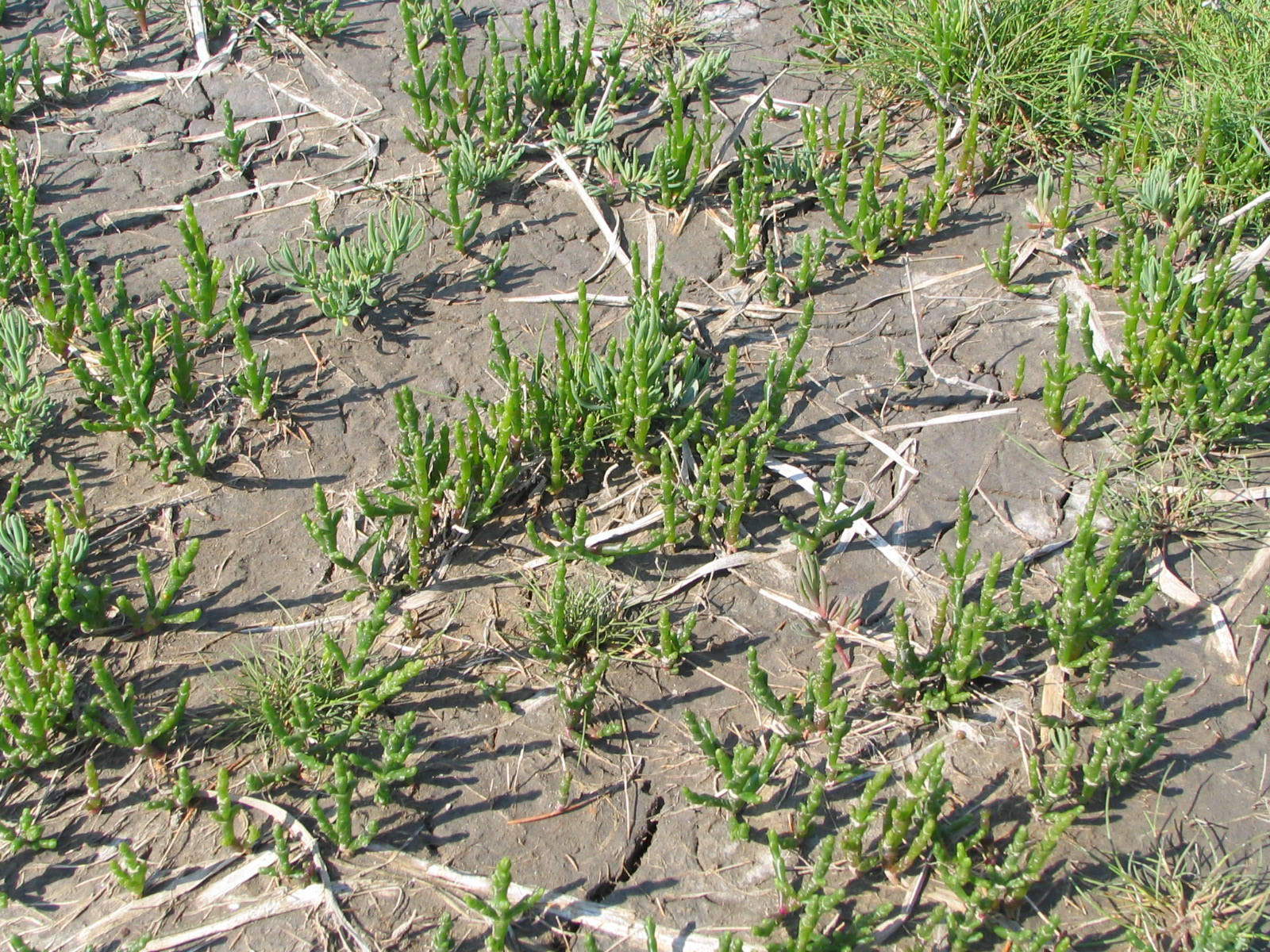
Pionierskie zbiorowisko z solirodem zielnym

Sołońce są porośnięte głównie przez łąki i stepy z roślinnością halofilną. Ze względu na dużą zawartość soli oraz niekorzystny klimat znaczna część obszarów, na których występują sołońce, jest pustynna. W klasyfikacji siedlisk palearktyki wyróżnione są zachodniopontyjskie zagłębienia z sołońcami z roślinnością tworzoną przez murawy mannic (Puccinellia), zbiorowiska z Camphorosma annua, Bassia sedoides, Hordeum hystrix oraz zbiorowisko Pholiurus i babek (Plantago). Dalej na wschodzie, w Azji Środkowej na sołońcach wykształcają się ubogie zbiorowiska liczące do 5 gatunków z dominacją Artemisia pauciflora, Camphorosma monspeliacum, Anabasis salsa, Atriplex cana, różnymi gatunkami z rodzaju Nanophyton oraz Kochia prostrata i Artemisia lercheana. Najbardziej wysycone chlorkiem sodu siedliska są wolne od roślin. Zbiorowiska pionierskie np. na silnie zasolonych sołońcach otaczających jezioro Baskunczak tworzy soliród zielny (Salicornia europaea) i Halocnemum strobilaceum.

## Przydatność rolnicza
Sołońce nie są zbyt często używane w rolnictwie ze względu na zasolenie oraz zbyt wysoki odczyn pH. Znakomita większość tych gleb używana jest tylko do ekstensywnego wypasu lub pozostaje nieużytkowana. Sołońce uprawia się praktycznie tylko wtedy, gdy są otoczone lepszymi glebami, w celu uniknięcia wysp na polach, które powodowałyby konieczność dodatkowych manewrów i przekładania urządzeń. Jako perspektywiczny i opłacalny uznaje się na tych glebach rozwój upraw roślin tolerujących wysokie zasolenie (np. łobód Atriplex).
Przygotowanie sołońców do uprawy wymaga głębokiej i częstej orki oraz regularnego zakwaszania (redukcji zasady) przez stosowanie dużych ilości wapna lub gipsu. Słaba przepuszczalność powoduje jednak, że proces należy często powtarzać wraz z przeorywaniem ziemi tak, aby substancje związały się na całej potrzebnej głębokości profilu glebowego. Ilość wymaganej substancji wynosi od kilkunastu do dwudziestu kilku ton gipsu na hektar, co sprawia, że procedura ta ma uzasadnienie tylko na małym obszarze wyspy, w celu ujednolicenia jej warunków z resztą areału. Na większą skalę proces ten jest ekonomicznie nieuzasadniony. W niektórych rejonach świata (np. w Armenii) prowadzono daleko idące prace uzdatniające te gleby do upraw z użyciem rozcieńczonego kwasu siarkowego.